# Pseudophoenix vinifera
Pseudophoenix vinifera är en enhjärtbladig växtart som först beskrevs av Carl Friedrich Philipp von Martius, och fick sitt nu gällande namn av Odoardo Beccari. Pseudophoenix vinifera ingår i släktet Pseudophoenix och familjen Arecaceae. Inga underarter finns listade i Catalogue of Life.